# Peace B. Remixes
Peace B. Remixes è un album di remix della cantante sudcoreana BoA, pubblicato nel 2002.

## Tracce
1. Listen to My Heart (Akira's Un Momento Remix)
2. Amazing Kiss (Thunderpuss Japanese Club Mix)
3. Every Heart —ﾐﾝﾅﾉｷﾓﾁ— (Groove That Soul Mix)
4. Power (Masters of Funk Remix)
5. ID; Peace B (Shinichi Osawa Remix)
6. Share Your Heart (With Me) [Dub7s Lovers Rock Remix]
7. Don't Start Now (Two Main Guys Mix)
8. Kimochi wa Tsutawaru (気持ちはつたわる) (L12 Remix featuring Rude Boy Face)
9. Amazing Kiss (Tiny Voice, Production Remix)
10. Listen to My Heart (Hex Hector Main Japanese Club Mix)